# Honório José da Cunha Gurgel do Amaral
Honório José da Cunha Gurgel do Amaral (30 de maio de 1796 – 25 de março de 1850) foi um médico brasileiro.
Foi eleito membro da Academia Nacional de Medicina em 1830, com o número acadêmico 22, na presidência de José Francisco Xavier Sigaud.